# Lee Addy
Lee Addy (Acra, 7 de julho de 1990) é um futebolista ganês que atua como zagueiro. Atualmente joga pelo Dalian Aerbin.

## Carreira
Pela Seleção Ganesa, o atleta participou da Copa do Mundo 2010, chegando até as quartas de final da competição.

## Títulos
Gana
- Campeonato Africano das Nações: 2010 2.º Lugar.